# Tipula ramona
Tipula ramona är en tvåvingeart som beskrevs av Alexander 1941. Tipula ramona ingår i släktet Tipula och familjen storharkrankar. Inga underarter finns listade i Catalogue of Life.